# B-Complex
Матия Леницка (словац. Matia Lenická, род. 9 мая 1984 года, Шаля), ранее известная как Матуш Леницкий (словац. Matúš Lenický), более известная под сценическим псевдонимом B-Complex — словацкая диджей и продюсер в жанре драм-н-бейс. Свою музыкальную карьеру она начала в 1996 году в возрасте 12 лет, увлекшись хэппи-хардкором, трансом и психоделическим трансом. В 2008 году её талант заметил Тони Колман из лейбла Hospital Records. Её первый значительный релиз «Beautiful Lies» был включен в сборник Sick Music в июне 2009 года.

## Биография
Матия Леницка, ранее известная как Матуш Леницкий, родилась 9 мая 1984 года в Шале, окончила Высшую школу исполнительского искусства в Братиславе. Её родители — журналисты. Она выросла в музыкальной среде, слушая разнообразные жанры, включая фолк, рок, метал, джаз и электронную музыку. Первый контакт с драм-н-бейс музыкой у нее произошел на техно-вечеринках в Словакии. Еще в молодости Матия начала выражать себя как бигендер, имея двойную гендерную идентичность.
B-Complex начала заниматься музыкой уже в 1996 году в возрасте 12 лет используя программу FastTracker2, первоначально проявляя интерес к жанрам хэппи-хардкор, габбер, транс и психоделический транс. Позже она переключилась на даунтемпо и хип-хоп. После этого периода, около 2002 года, она перешла к стилю драм-н-бейс с целью создания своего уникального стиля.
Его первым значительным выпущенным синглом считается композиция «Beautiful Lies», которая была включена в сборник Sick Music от лейбла Hospital Records. Эта компиляция попала в топ-30 iTunes Download Chart в Великобритании. В сентябре 2009 года B-Complex впервые выступил в Великобритании на мероприятии Hospitality Night в Лондоне. С тех пор он также выступал как диджей на Новой Зеландии и Австралии.
Во время выступлений как диджей B-Complex она представляется Матушем, когда выступает в мужском образе, и Матией, когда в женском. С июня 2015 года B-Complex открыто выражает свою бигендерность, используя женскую форму имени — Матия Леницкая. Она объявила об этом на своей странице в Facebook, стремясь повысить осведомленность о трансгендерных людях. Она отмечает, что её успех в музыке мотивировал её быть открытой относительно своей личности, и она видит это как способ заставить общество задуматься о существовании и жизни людей, подобных ей. Матия активно поддерживает права ЛГБТ-сообщества, включая участие в Dúhový PRIDE Bratislava, начав поддержку ЛГБТ-движения еще до своего каминг-аута. Хотя она чаще выступает в женской форме, Матия не является транссексуалом и не планирует хирургическую смену пола.
В марте 2018 года B-Complex вдохновил Михала Кашчака организовать концерт в память об убитом журналисте Яне Куцяке и его невесте Мартине Кушнировой. Концерт состоялся 4 марта 2018 года, и B-Complex также выступила на нем. Как Матия, она организует тематические вечеринки для ЛГБТ+ сообщества, известные как Slepičárne. В 2018 году Матия критиковала инициативу За достойную Словакию (словац. Za slušné Slovensko) за отсутствие публичной поддержки Dúhový PRIDE.

## Достижения
«Beautiful Lies» считается самой известной композицией продюсера. В 2016 году артистка получила награду Radio Head Awards за сингл года с композицией «Past Lessons For The Future ft. Jan Werich».

## Музыкальный стиль и вдохновение
B-Complex описывает свой стиль как мелодичную танцевальную музыку с влиянием из разных уголков мира. Она старается делать музыку сложной и разнообразной. Вдохновение для ее музыки часто исходит из жизни, особенно из сильных эмоциональных переживаний и впечатлений. Она упоминает, что лучшим источником вдохновения для ее творчества является жизнь, особенно взаимоотношения с девушками. Эмоции, возникающие в этих отношениях, часто становятся основой ее музыки.
B-Complex сотрудничал с местными MC и музыкантами, включая запись с виолончелью и вокалом в его треках «Redemption» и «Fragmenty». Музыкальная сцена Братиславы, по словам B-Complex, влияет на ее творчество, предоставляя широкий спектр стилей драм-н-бейс. Ее вдохновили работы таких артистов, как John B, Concord Dawn, Teebee, The Prodigy, The Chemical Brothers и Fatboy Slim; такие жанры как мировая музыка, панк-рок, классическую и хоровую музыку. Она признается, что не знает музыкальной нотации, но с течением времени освоила некоторые теоретические аспекты музыки. B-Complex уделяет внимание живым элементам в музыке, используя живой вокал и гитару. Работает в Renoise, современной версии FastTracker.

## Личная жизнь
B-Complex упоминает, что создание музыки является для него лучшим способом расслабления. Она также интересуется спортом, играла в гандбол и посещала баскетбольную школу. В свободное время играет в компьютерные игры и смотрит телешоу. Упоминает свою любовь к чтению книг и просмотру документальных фильмов.
Матия делится своими мыслями о каминг-ауте и его последствиях, включая изменение отношения общества к ней после того, как она стала известной. Она также упоминает о наивности в ожидании, что её каминг-аут приведет к волне откровений со стороны других известных личностей. Но и выражает удовлетворение своим каминг-аутом, подчеркивая, что это принесло ей больше счастья и свободы, а также позволило ей встретить свою нынешнюю партнершу.

## Дискография
Синглы и EP
| Заголовок                              | Издательство            | Год  |
| -------------------------------------- | ----------------------- | ---- |
| Shteel EP                              | Future Sickness Records | 2006 |
| Aztec / Girl With Flower               | Dysfunktional Audio     | 2009 |
| Three Dots / Revox (feat. Platinum)    | Hospital Records        | 2009 |
| Beautiful Lies VIP / Little Oranges    | Hospital Records        | 2010 |
| Salad Is OK                            | Santorin                | 2010 |
| Rolling With The Punches / Reflections | Spear Head Records      | 2010 |
| Early Bird                             | Santorin                | 2015 |
| Not Worth It                           | Santorin                | 2021 |
| Past Lessons For The Future            | —                       | 2021 |